# Саиди, Анисс
Анисс Саиди (англ. Anisse Saidi, араб. أنيس السعيدي‎; родился 20 июня 2008) — тунисский футболист, нападающий клуба MLS «Сан-Диего».

## Клубная карьера
Родился в США в семье тунисца и американки. Футбольную карьеру начал академии клуба «Филадельфия Юнион». В январе 2025 года перешёл в клуб MLS «Сан-Диего». 23 марта 2025 года дебютировал за «Сан-Диего» в матче MLS против «Остина».

## Карьера в сборной
В 2023 году сыграл за сборную США до 15 лет. В апреле 2025 года в составе сборной Туниса до 17 лет сыграл на Кубке африканских наций (до 17 лет). На турнире забил гол в матче против сборной Сомали и ещё один гол в матче против сборной Гамбии.